# 裂田の溝

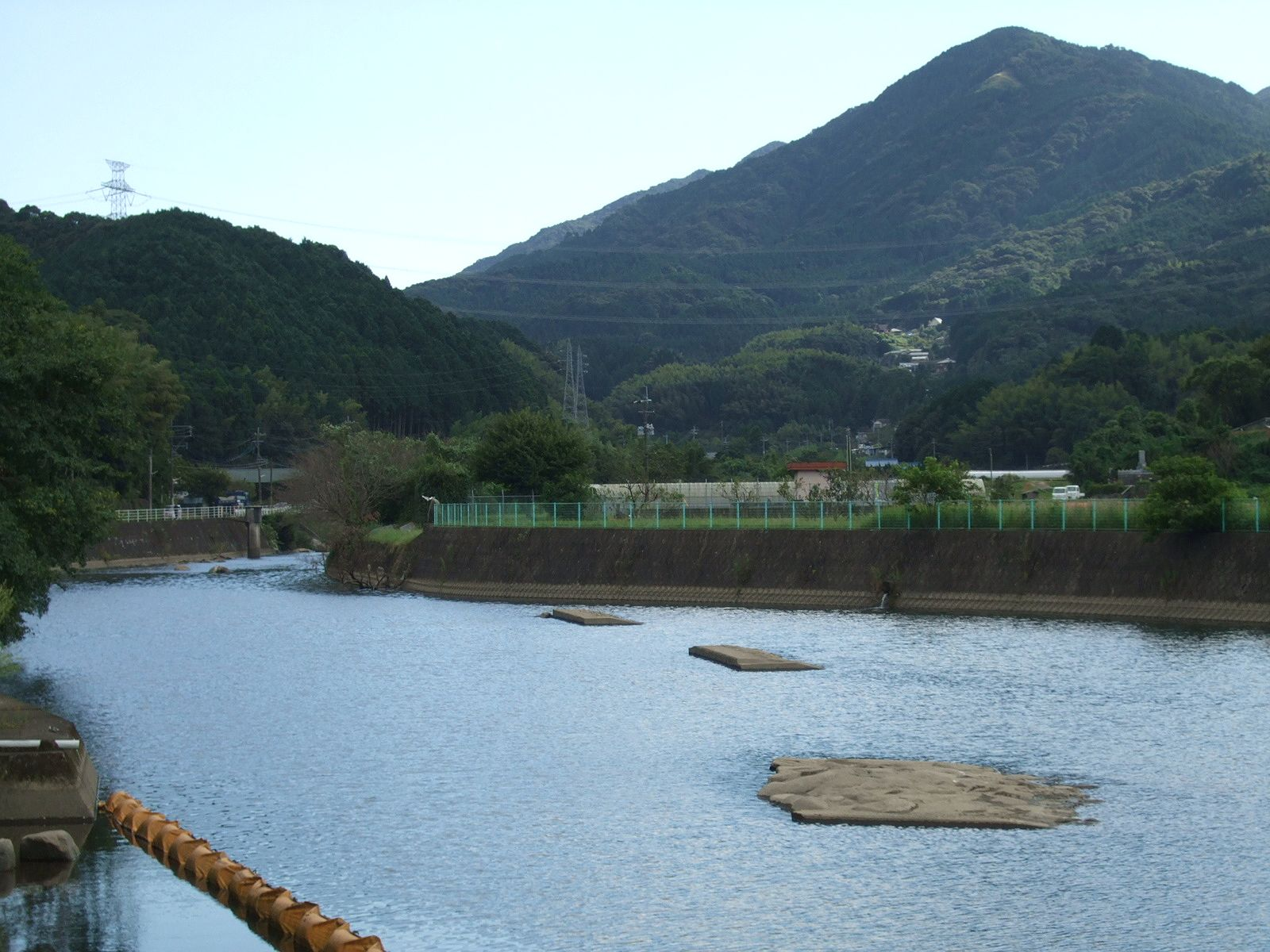
取水口付近に残る井手の遺構

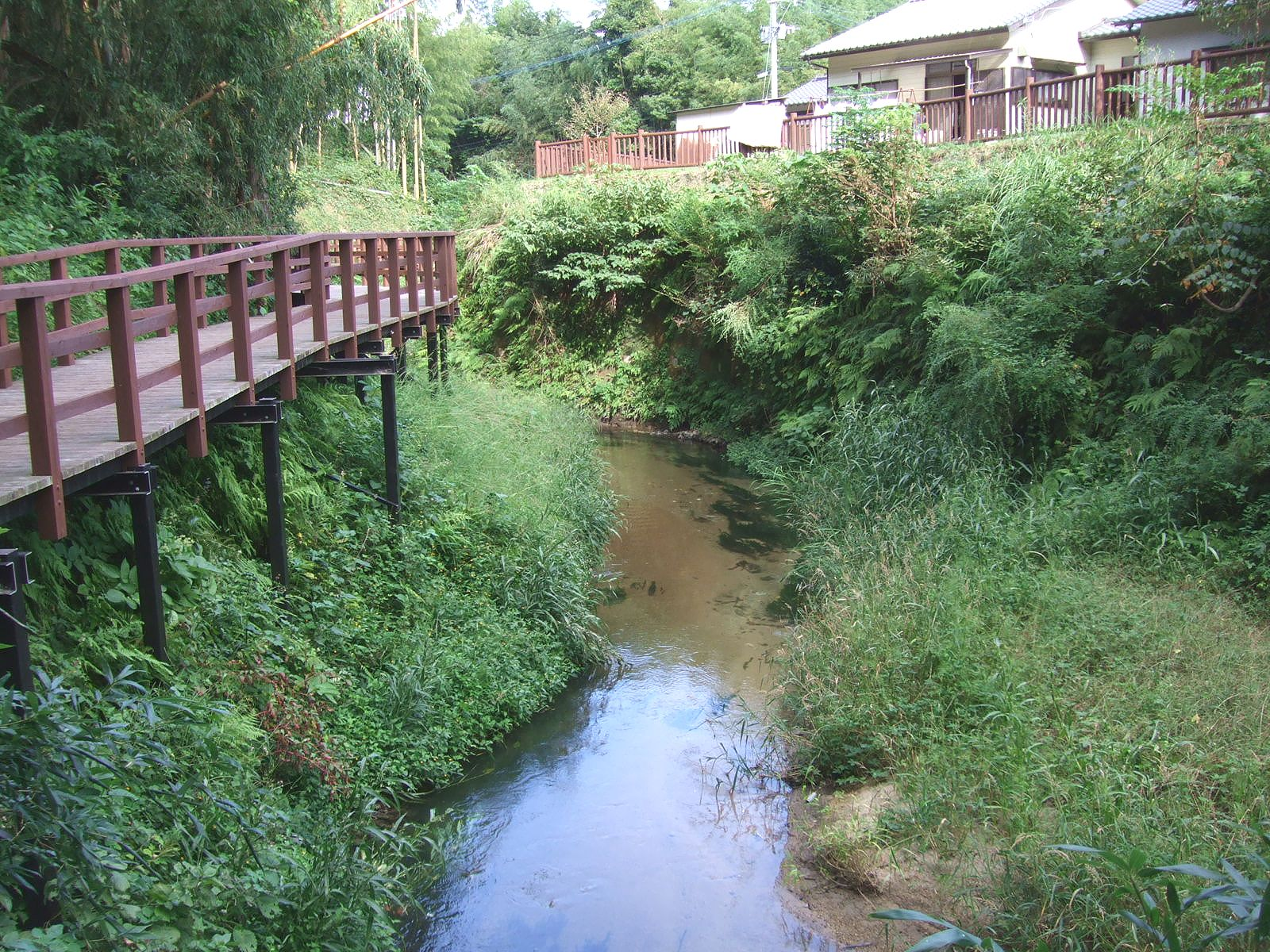
安徳地域を流れる裂田の溝

裂田の溝（さくたのうなで）は、福岡県那珂川市にある灌漑用に作られた用水路である。日本最古の農業用水路としても知られており、疏水百選にも選ばれている。

## 地理
那珂川市の中央部よりやや北側、中心市街地より南側の山田にある一の井手から取水する。一の井手より北では那珂川は国道385号から離れるが、裂田の溝はそのまま300mほど同道とともに北上し、同道の下を東へくぐったのち山田・安徳地域を北東へ流れる。この区間では水田と住宅が広がり、水路沿いの公園が2か所設けられている。また両地域の境界付近には裂田神社（後述）がある。安徳を抜け、仲丸1丁目のあたりから住宅地に入る。
五郎丸4丁目で県道580号線をくぐり、100mほど進み北西へ転ずる。住宅地の中を流れ、安徳小学校の前を通ったところで北転し、そこからは那珂川市の中心市街地の中を通る。松木3丁目で西に向きを変え、続いて五郎丸1丁目で北に、今光4丁目で再び西に転じ、今光4丁目の青葉保育園のあたりで那珂川に合流し終点となる。

## 歴史
- 『日本書紀』に、この用水路は神功皇后が三韓征伐の前に、武内宿祢を召して当地にある現人神社の神田を灌漑するため造ったとの記述がある。
- 周囲の遺跡の発掘状況から、実際に造られたのは弥生時代との説もある。
- 江戸時代に貝原益軒が記した筑前国続風土記には取水堰の『一の井手』が「幅88間（約150m）。筑前国最大の堰である」との記述がある。
- 1949年（昭和24年） - 8月10日に集中豪雨のため那珂川が氾濫し、一の井手が決壊する。
- 1952年（昭和27年） - 決壊した一の井手が部分的に修復される。
- 1968年（昭和43年） - 一の井手が全面改修される。
- 1988年（昭和63年） - 一の井手が現在の可動堰になる。なお、かつての井手の遺構は一部が残されている。

## 逸話
名前の由来については、『日本書紀』の記述によるとこの溝を掘っている時迩驚岡（とどろきのおか。現在の那珂川市安徳台）の辺りで大きな岩に突き当たり工事が一時中断した。そこで神功皇后が武内宿禰に命じて天神地祇を祀り祈りを捧げたところ雷が落ちて岩が裂けたため再び工事を行うことができた、との事から「裂田の溝」と呼ばれるようになったという。現在その場所には裂田神社という神社が祀られており、落雷によって裂けたという岩も現存する。

## 記念碑
一の井手付近に記念碑がある。